# 홍성진 (희극인)
홍성진(1984년 6월 25일)은 대한민국의 희극 배우이다.

## 출연작

### 방송
- 개그야 (MBC)
- 웃찾사 (SBS)